# Warsheep Online
Warsheep Online (рус. «Боевые овцы» Онлайн) — компьютерная многопользовательская онлайн-игра в жанре военной стратегии, созданная компанией America Online.

## Описание Warsheep
Игра в жанре военной пошаговой стратегии с элементами юмора, цель которой — уничтожить армию партнёра по игре. Напоминает известную игру Worms (серия), только вид не сбоку, а сверху. При запуске игры выбирается уровень сложности на котором вы желаете сыграть. Для версии ICQ 6 имеется три уровня сложности: «new born», «beginner» и «middle». Четвёртый уровень «expert» пока недоступен и находится в разработке. Для ICQ 5.1 также существуют 3 уровня сложности, по видимому, ничем не отличающиеся от вышеперечисленных, кроме своего названия. В версии 5.1 они называются «beginner», «normal» и «expert», то есть «middle» в ICQ 6 соответствует «expert» в ICQ 5.1. От того, какой уровень вы выберете, против ожидания, в игре ничего не меняется. Все карты, характеристики и количество персонажей совершенно одинаковы на всех 3-х уровнях. Выбор того или иного уровня диктуется только вашей субъективной оценкой своих сил. Поэтому весьма часто можно наблюдать появление на уровне «middle» («expert» ICQ 5.1) новичков этой игры. Можно, конечно, обвинять их в неадекватной оценке своих сил, но и создатели игры не сделали ничего для привлечения их на начальные уровни сложности.
Управление в игре предельно простое: клавиши движения, поворота и стрельба «пробелом». Также можно включить либо выключить звук и вызвать окошко с помощью. В армии каждого соперника в начале игры присутствует по 10 отдельных персонажей (юнитов). Тот игрок, которому досталось право выбора цвета (красный или синий) и карты, начинает снизу. Право первого хода и очерёдность ходов юнитов выбирается случайным образом. На ход даётся 10 секунд, из них двигаться разрешено только первые 8 секунд, а в последние 2 секунды можно сделать лишь поворот и выстрел. Если вы начали стрелять до истечения времени, пусть даже и на последней секунде, то время закончится только по завершении стрельбы. В игре не может быть ничьей. Если при последнем выстреле были уничтожены все юниты, то того, кто стрелял, объявят проигравшим.
Под основным окном игры на красном фоне бежит полоса несерьёзных новостей на английском языке. В самом низу расположена строка ввода текста для общения с соперником. Длина сообщения равна 45 символов, что не соответствует длине строки ввода и крайне мало для написания предложения.

## Warsheep в ICQ 5.1
Для тех, кому 6-я версия ICQ кажется громоздкой, переполненной рекламой, ненужными окошками, кнопочками и т. д., есть возможность упростить запуск игры с помощью несложных действий. Во-первых, необходимо установить версию ICQ 5.1 и заменить файл C:\Program Files\ICQLite\LiteRes.dll на доступный файл библиотеки LiteRes.dll. Во-вторых, можно добавить фирменный значок в панель быстрого запуска. После этих действий Warsheep запускается нажатием одной кнопки в панели быстрого запуска, не открывая список контактов.

## Карты
В игре можно выбрать одну из 4-х карт: Green Fields, Desert Storm, White Hell и Lake District. На всех картах есть 3 типа поверхности. Первый тип — по нему можно передвигаться и простреливается пулемётом. Второй — нельзя передвигаться наземными юнитами, но простреливается пулемётом. Третий — нельзя передвигаться наземными юнитами и не простреливается пулемётами. На картах доступных по ссылкам, второй тип отмечен красным фоном, а третий тип — синим. Первоначальную расстановку юнитов можно увидеть там же.
Отдельно стоит упомянуть про последнюю карту Lake Disrict. Большое количество соизмеримых по силе юнитов и быстрота их передвижения, возможность укрываться вертолётами на камнях от пулемётов делают бой на ней более динамичным и непредсказуемым чем на других картах.

## Элементы игры Warsheep

### Персонажи
Персонажами являются, как видно из названия, овцы в боевом снаряжении и на военной технике. Всего существует пять типов персонажей: радист, базука, пулемёт, вертолёт и танк. Каждый отдельный персонаж обладает определёнными характеристиками: скоростью, жизненной энергией и наносимым уроном. Также юниты отличаются способами передвижения, стрельбы и численностью каждого юнита в армии. В игре нет инструментов для точной оценки характеристик персонажей, поэтому скорость и жизненная энергия в процессе игры измеряются «на глаз». Впрочем, это обстоятельство только прибавляет остроту ощущений. Например, от расчёта, успеет или нет юнит доехать до аптечки, может зависеть успешный исход партии. Количество жизненной энергии показано в виде красной полоски снизу юнита. Чтобы точно оценить энергию и наносимый урон персонажей, за единицу измерения жизненной энергии предлагается взять то количество, которое убавляется за одно попадание пулемётной очереди, состоящей из 21 выстрела. Назовем это количество энергии хит-пойнтом (HP). Например, для уничтожения радиста необходимо 10 попаданий пулемётной очереди, следовательно, радист имеет 10 HP. Подробное описание каждого персонажа можно увидеть ниже.

#### Радист
Присутствует на всех 4-х картах по одному в каждой армии. Обладает наименьшей жизненной энергией в размере 10 HP. По скорости движения второй после вертолёта. Способ стрельбы следующий — после нажатия клавиши «пробел» от юнита с небольшой скоростью начинает двигаться прицельная область. После отпускания клавиши «пробел» место остановки прицельной области подвергается бомбовому удару 3-х самолётов, каждый из которых сбрасывает по 2 бомбы. Попадание бомбы уменьшает HP любого из юнита, независимо от того, чей это юнит. Исключение — сам стреляющий радист, он не уничтожается, если попал под собственный авиаудар. Урон наносимый попаданием одной бомбы равен 50 HP, что эквивалентно выстрелу из танка. Учитывая то обстоятельство, что область нанесения бомбового удара довольно обширна, возможно уничтожение нескольких рядом стоящих юнитов. Нет ограничения по дальности стрельбы в пределах игрового поля. Радист — пожалуй, самый спорный юнит в игре, так как игрок, получивший право первого хода радистом, приобретает подавляющее преимущество в игре при примерно равных силах противников. Хорошим тоном в таком случае считается уничтожение им всего лишь одного радиста противника (либо базуки), не уничтожая танки, пулемёты или несколько юнитов противника. Так как далеко не все следуют этому правилу, то игрок, видя, что ходит радист противника, часто просто покидает игру, не дожидаясь результатов хода. Сомнительна целесообразность существования данного юнита, потому что это самый несбалансированный элемент игры.

#### Базука
Присутствует на первых 3-х картах: Green Fields, Desert Storm и White Hell. Количество базук в армиях по 4 штуки у каждого соперника. Жизненная энергия равна 20 HP. Скорость движения такая же, как и у радиста. Стрельба осуществляется нажатием на клавишу «пробел», после чего от юнита с большой скоростью начинает двигаться прицельная область. После отпускания клавиши «пробел» в место остановки прицельной области попадает выстрел базуки. Нет ограничения по дальности стрельбы в пределах игрового поля. Точным попаданием базуки возможно нанести урон в 25 HP, чего, как видно, вполне хватает для уничтожения базуки соперника. Но сложность стрельбы состоит в быстром передвижении прицельной области. В спокойной обстановке у опытного игрока процент попаданий больше 90 %, но под давлением соперника или под воздействием других отвлекающих факторов точное попадание становится делом довольно проблематичным. Попадание базуки уменьшает HP любого юнита, в том числе и самого стреляющего, если прицельная область остановлена в непосредственной близости от него.

#### Пулемёт
Присутствует на всех 4-х картах по 3 штуки в каждой армии. Жизненная энергия равна 40 HP. Скорость движения меньше, чем у радиста или базуки, но больше, чем у танка. Обладает наименьшей огневой мощью, максимальный наносимый урон не более 21 HP, которого, тем не менее, хватает для уничтожения базуки. Стрельба происходит из спаренного пулемёта неизвестной модели. Пулемётная очередь состоит из 21 выстрела. При кратковременном нажатии клавиши «пробел» пулемёт стреляет прямолинейно. Более продолжительное нажатие на «пробел» приводит к увеличению угла обстрела (стрельба «веером»), чем дольше нажатие, тем больше угол обстрела. При достижении максимального угла около 40 градусов зона обстрела выделяется красноватым фоном. Стрельба из пулемёта наиболее проста в исполнении, но есть и существенные ограничения. Первое — это ограничение по дальности стрельбы равное 270 пикселам. Второе — невозможность стрелять через некоторые препятствия: камни, стены и т. д.

#### Вертолёт
Наверное, самый любимый игроками персонаж игры. Присутствует только на последней карте Lake Disrict, благодаря чему эта карта пользуется наибольшей популярностью. Каждой армии даётся по 3 вертолёта. Он обладает наибольшей скоростью из всех юнитов. Жизненная энергия равна 35 HP. Стреляет неуправляемыми ракетами и противотанковыми ракетами. Нет ограничения по дальности стрельбы в пределах игрового поля. Пуск ракет осуществляется клавишей «пробел». При нажатии клавиши от вертолёта со средней скоростью начинает движение «стрелка» прицела. После отпускания клавиши «пробел» в конец прицела начинают производиться пуски ракет. Стрельба вертолётом, в отличие от других юнитов, происходит в 2 фазы. Первая фаза — пуск 14-ти неуправляемых ракет. Эти ракеты выпускаются парами и распределяются на всем расстоянии от вертолёта до конца прицела, реже в начале и постепенно учащая плотность обстрела к концу прицела. Все юниты, стоящие на этой линии, получают повреждения, меньшие, если юнит стоит ближе к вертолёту, и большие, если юнит стоит ближе к цели обстрела. Урон, наносимый этими ракетами, может быть довольно значителен. Если выстрелить непосредственно перед вертолётом, то эти ракеты лягут очень компактно и танк, оказавшийся на этом месте, будет уничтожен. Чаще всего используется прием, когда этими ракетами уничтожается радист, стоящий посередине между вертолётом и конечной целью обстрела. Вторая фаза — это пуск 3-х противотанковых ракет. Эти ракеты поражают только конечную цель обстрела. Их общая убойная сила также достаточна для уничтожения танка. Как видно, вертолёт является быстрым, мощным и достаточно простым в технике стрельбы юнитом. Плюс ко всему, для него не являются преградой элементы ландшафта. Вертолёт не может наезжать лишь на другие юниты, как свои, так и чужие. Маленький минус — вертолётом нельзя взять аптечку.

#### Танк
Самый толстокожий и медленный юнит. Присутствует на всех картах. В состав каждой армии входит 2 танка, а на карте Lake Disrict даётся сразу по 3 танка на каждого игрока. Необходимо сказать, что скорость, жизненная энергия и сила удара на картах Green Fields, Desert Storm, White Hell отличаются от аналогичных характеристик танка на карте Lake Disrict. Подробнее об этом. Скорость танка на карте Lake Disrict несколько выше, чем на других. Жизненная энергия равна 45 HP на карте Lake Disrict, на других картах — 50 HP. И, наконец, наносимый урон у танка на карте Lake Disrict равен 40 HP, а на других картах 50 HP. Техника стрельбы полностью аналогична стрельбе из базуки. Таким образом, уничтожение вертолёта танком так же сложно, как и уничтожение базуки базукой. В обоих случаях в запасе есть только 5 HP. Более того, уничтожить вертолёт, может быть, ещё и сложнее из-за того, что графическое изображение вертолёта несколько больше изображения базуки, цель как бы более «размыта». Уничтожить пулемёт на первых 3-х картах получается несколько легче, в запасе есть 10 HP, а вот на карте Lake Disrict уничтожить пулемёт с 1 выстрела представляется чрезвычайно сложным делом, для этого необходимо попасть суперточно, буквально пиксель в пиксель. То же относится и к уничтожению танка танком с одного выстрела на первых трёх картах. На практике такие попадания встречаются изредка и являются скорее делом случая, чем запланированным результатом. Теоретически танк можно убить и с 2-х выстрелов базукой, но 2 таких попадания в одной игре — дело совсем уж маловероятное. И последний момент. Если карта Lake Disrict в одной игровой сессии выбрана после любой из первых 3-х карт, то характеристики танка сохраняются прежними, то есть наносимый урон и жизненная энергия равны 50 HP. Другие значения доступны только в том случае, если карта Lake Disrict была выбрана первой в игровой сессии, один, два и более раз подряд.

#### Таблица сравнительных характеристик персонажей
| Персонаж            | Жизненная энергия | Максимальный наносимый урон | Скорость (пиксел/кадр) |
| ------------------- | ----------------- | --------------------------- | ---------------------- |
| Радист              | 10 HP             | 50 HP (каждая бомба)        | 6                      |
| Базука              | 20 HP             | 25 HP                       | 6                      |
| Пулемёт             | 40 HP             | 21 HP                       | 4                      |
| Вертолёт            | 35 HP             | > 50 HP                     | 9.4                    |
| Танк                | 50 HP             | 50 HP                       | 2                      |
| Танк (Lake Disrict) | 45 HP             | 40 HP                       | 3                      |

### Аптечка
Активный элемент игры, при взятии одним из персонажей жизнь всех ваших боевых единиц пополняется до 100 %. В начале боя на карте расположены 3 аптечки, исключение — карта Green Fields, где присутствует 4 аптечки. Каждую аптечку можно взять только один раз, и в ходе боя новых аптечек не появляется. Кроме своей прямой функции — пополнения жизненной энергии, аптечка оказывает огромное влияние на разнообразие тактических приемов и всей стратегии игры. Именно наличие аптечек на картах не даёт превратиться игре в обычную «стрелялку». В противном случае рисунок каждого боя был бы одинаков, и юниты противника уничтожались бы в порядке уменьшения их опасности для соперника. Сначала уничтожался бы радист, далее танки, следующие — пулемёты и, наконец, базуки и так в каждой игре (либо сначала радист, далее вертолёты, следующие — танки и последние — пулемёты для карты Lake Disrict). Аптечки усложняют и разнообразят геймплей, заставляют запоминать порядок ходов юнитов и в конечном итоге подогревают интерес к игре.

## Стратегия и тактика Warsheep
В игре не существует какого-то стандартного рецепта победы из-за случайного порядка хода юнитов, что является большим плюсом игры и создаёт интригу в каждом бою. Стратегия сражения выбирается в зависимости от сильных сторон играющего. Например, игрок неплохо стреляющий, но не искушённый в просчёте комбинаций и нюансах игры стремится быстрее собрать аптечки и решить исход боя в перестрелке. И наоборот, игрок, хорошо запоминающий ходы и умеющий видеть развитие ситуации наперед, не спешит собрать аптечки, поджидая удобный момент, и использует различные тактические приемы для получения преимущества в игре. Необходимо сказать, что точная стрельба не даёт 100% гарантии победы, но, конечно же, вносит в неё наиболее ощутимый вклад.
Ниже описаны некоторые наиболее распространённые тактические приемы.
- Расстановка юнитов

Игрок расставляет свои юниты на поле так, чтобы пулемёт соперника не мог поразить одновременно два и более ваших юнитов.
- Стрельба с наездом

Игрок производит стрельбу танком, предварительно наехав на базуку соперника.
- Блокировка юнита

Игрок ставит свой юнит так, что мешает проезду юнита соперника.
- Взятие в заложники

Игрок ставит свой юнит вплотную к юниту противника.
- Вне зоны видимости

Игрок ставит свой юнит далеко от танка противника, так чтобы танк стрелял в невидимую область экрана.
- Вне зоны досягаемости

Игрок ставит свой юнит на таком большом расстоянии от пулемёта противника, которое последний не сможет преодолеть за один ход. Либо на карте Lake Disrict поставить вертолёт в недоступное для пулемётной очереди место.

## Баги
Перенаправление выстрела
- Изредка, при кратковременном нажатии на клавишу «пробел», выстрел перенаправляется в совершенно другое место. Замечено, что часто, это «другое» место — точка попадания предыдущего выстрела. Примечание: с пулемётом такого не случается.

Наезд на юнита
- В редких случаях невозможно наехать на базуку или радиста противника пулемётом или танком и также, в редких случаях, возможно танком наехать на пулемёт противника.

Напоминание: в игре можно наезжать на радиста, базуку или вертолёт противника своим танком или пулемётом.
"Прозрачность" юнита
- Пулемёт, свой или противника, стреляя в юниты стоящие друг на друге, попадает в того юнита, который ходил последним. Первый походивший из этих 2-х юнитов будет "видим" для пулемётной очереди, а оставшийся нет. Когда очередь ходить дойдет и до оставшегося юнита, он тоже станет "видим". Эффект "прозрачности" не работает если наезд произошёл в течение одного хода. Например, пулемёт проехавший по базуке соперника, но не остановившийся на ней, не делает её "невидимой".

Напоминание: "прозрачность" существует только для пулемёта. Все остальные юниты способны нанести урон обоим, стоящим друг на друге, юнитам.
Данный эффект широко используется в игре, разнообразит и усложняет бой, и за редким исключением не вызывает негативной реакции у соперников.
Движение после истечения времени
- Как было сказано в описании игры, на движение даётся 8 секунд. Если в течение этих 8-ми секунд нажать на "пробел" не отпуская клавиши движения, то у юнита сохранится возможность двигаться вперед и назад без возможности поворота. При использовании этого приема, в большинстве случаев, о прицельном выстреле речи не идет, и прицельная область скорее всего упрется в границу игрового поля. Используется чаще всего пулемётом для взятия аптечки, при этом нередко существует возможность нанести ещё и урон вражеским юнитам из-за отличного от других юнитов, способа стрельбы. Ход передается, как и в обычном случае, после отпускания клавиши "пробел".

Этот прием, часто вызывает негативную реакцию у соперника, потому что нарушает запланированный им ход боя. Конечно, правильнее всего было бы заранее договариваться об использовании этого приема, но при игре со случайным соперником это сделать сложно.
Выход за пределы игрового поля
- Если внимательно посмотреть на карту Desert Storm[6], то в середине правой границы экрана можно увидеть небольшой разрыв во втором типе поверхности карты (см. раздел "карты"). Сквозь него радистом или базукой можно уйти за пределы игрового поля. Юнит, находящийся за пределами игрового поля - неуязвим! Правда и прицельно стрелять оттуда также невозможно, прицельная область остановится в ближайшей к вам точке на границе карты. Существует возможность самому делать такие разрывы с помощью радиста или базуки, встав вплотную к границе экрана. При этом пулемёт или танк противника, уже в следующем ходу через этого юнита может выехать за пределы игрового поля. Если этот юнит, в свой повторный ход, отошёл от границы экрана, то в разрыв, появившийся на месте где он стоял, может пройти любой другой юнит. Базуку вставшую вплотную к границе игрового поля нельзя убить одним выстрелом другой базуки, так как прицельная область остановится немного раньше. Такие трюки можно делать на нижней и правых границах игрового поля на картах: Green Fields, White Hell и Lake Disrict, и на правой границе карты Desert Storm. На карте Lake Disrict[7] подобные разрывы есть на большом и маленьком озере. В разрыв на большом озере может пройти только радист, а в разрыв на маленьком озере любой юнит.

Данная особенность игры явление сугубо отрицательное. Если оба соперника уйдут за границу экрана то произойдет патовая ситуация. Часто за границу экрана «убегают» от поражения, что совершенно нечестно и неприемлемо.

## Новая версия
В новой версии игры сделаны следующие изменения: улучшен чат с оппонентом, отображаются ники, написанные не латинским алфавитом, добавлен регулятор громкости звука, есть режим стрельбы за пределы карты (ctr + PageDown), также ник оппонента виден заранее до начала игры. Для установки новой версии скачайте следующие 2 файла (на ссылках нажать правую кнопку мышки и выбрать «сохранить как ...») и скопируйте эти файлы в каталог C:\Program Files\ICQ6.5\services\icqXtraz\ver1\content\warsheep\ (для ICQ 5.1 С:\Program Files\ICQLite\Plugins\Games\Multiplayer\warsheep\), предварительно переименовав находящиеся там одноимённые файлы.
Для версии ICQ 5.1 есть возможность определять номер icq оппонента. Для этого в вышеуказанную папку распакуйте архив.